# Bengt Lindblad
Bengt Ivan Lindblad, född 2 maj 1933 i Malmö Sankt Petri församling i Malmöhus län, är en svensk militär.

## Biografi
Lindblad avlade reservofficersexamen 1956. Han utnämndes 1957 till fänrik vid Upplands flygflottilj, där han befordrades till löjtnant 1959. Han tjänstgjorde vid Roslagens flygkår 1961–1963, erhöll tjänst vid Flygstaben 1963 och gick Stabskursen på Flyglinjen vid Militärhögskolan. År 1965 befordrades han till kapten, varefter han tjänstgjorde vid Planeringsavdelningen i Flygstaben 1965–1970. Han var tjänstledig från krigsmakten 1970–1971 för att vara sekreterare i Systemutredning Stril 70 (SUS 70). År 1971 befordrades han till major, varefter han var stridsledningschef vid Roslagens flygkår och befordrades till överstelöjtnant 1972. Åren 1974–1976 var han chef för Luftoperationsavdelningen vid staben i Övre Norrlands militärområde, varefter han var regementsbefäl vid Operationsledning 3 i Operationsledningen i Försvarsstaben 1976–1978. Han var armé- och flygattaché vid ambassaderna i London och Haag 1978–1982 och befordrades till överste 1979. Han var tjänstledig från försvarsmakten 1982–1983 och inträdde 1983 i reserven.